# Мрконоги гуан
Мрконоги гуан (лат. Penelope obscura) је врста птице из рода Penelope, породице Cracidae.

## Станиште и опис
Природна станишта су јој суптропске и тропске влажне низинске и планинске шуме. Дуга је просечно 73 cm, док је тешка 1.200 грама, а по изгледу јако наликује врсти Рђавоивичасти гуан. Храни се воћем, цвећем и пупољцима које налази на тлу, као и семеном разних биљака.

## Подврсте
Има три подврсте. То су:
- - живи на истоку Бразила (Еспирито Санто и Санта Катарина).
- - југоисток Бразила и Парагваја, Уругвај и североисток Аргентине.
- - источни Анди Боливије и североисток Аргентине.